# Kunio Nagayama
Kunio Nagayama (永山 邦夫 Nagayama Kunio?), född 16 september 1970 i Kanagawa prefektur, är en japansk före detta fotbollsspelare.
Nagayama började sin karriär 1989 i Nissan Motors (Yokohama F. Marinos). Han spelade 196 ligamatcher för klubben. Med Yokohama F. Marinos vann han japanska ligan 1989/90, 1995, 2003, japanska ligacupen 1989, 1990, 2001 och japanska cupen 1989, 1991, 1992. Han avslutade karriären 2003.